# Сан-Пьетро-ин-Гу
Сан-Пье́тро-ин-Гу (итал. San Pietro in Gu, вен. San Piero en Gù) — коммуна в Италии, располагается в провинции Падуя области Венеция.
Население составляет 4362 человека, плотность населения составляет 257 чел./км². Занимает площадь 17 км². Почтовый индекс — 35010. Телефонный код — 049.
Покровителем коммуны почитается святой Лаврентий, празднование 10 августа.